# 아파치 너치
아파치 너치(Apache Nutch)는 루씬을 기반으로 하여 만든 오픈 소스 검색 엔진이다. 루씬을 기반으로 하였지만 웹 크롤러는 처음부터 다시 만들었다. 여러 가지 플러그인을 붙일 수 있도록 모듈화가 잘 되어 있다. 현재 아파치의 하위 프로젝트이다. 완전히 자바로 작성되어 있지만 자료는 특정 언어와 관계없는 형식으로 저장된다. 100만 페이지 정도를 검색할 수 있다. 여러 대의 머신에서 수행될 수 있도록 맵리듀스와 분산파일처리를 구현하였는데, 이제는 하둡이라는 하위 프로젝트를 통하여 따로 관리되고 있다.